# Conjunt carrer Barrau (Santa Coloma de Cervelló)
El Conjunt del carrer Barrau és una obra del municipi de Santa Coloma de Cervelló (Baix Llobregat) inclosa en l'Inventari del Patrimoni Arquitectònic de Catalunya.

## Descripció
Es tracta d'un conjunt remarcable només pel contrast amb la resta d'edificacions de la colònia per l'austeritat de la seva imatge. És bo per a veure clarament l'estructura externa dels conjunts d'habitatges del projecte Güell, de planta baixa i un pis, amb un petit jardí al davant tancat per un petit mur de 40-50cm d'alçada. Presenta coberta de teula àrab sense ràfec. En aquest cas s'ha arrebossat totalment la façana. L'únic tret que trenca la uniformitat del conjunt és el fet que hi ha cases amb balcons i d'altres només amb finestres. Es desconeix la raó d'aquesta diferència, així com que dos dels integrants del conjunt (nº42) llueixin finestres i portes amb arc rebaixat.

## Història
Foren cases per a treballadors construïdes en els primers quinze anys del segle XX amb motiu del trasllat de la fàbrica de teixits de cotó del Senyor Güell, des de la barriada de Sants a Barcelona als terrenys de la seva finca, "Can Soler de la Torre" a Santa Coloma de Cervelló. El motiu d'aquest trasllat i la consegüent construcció de la colònia fabril era, segons es va argumentar en el seu moment, el de descongestionar la ciutat i millorar les condicions sanitàries de la vida dels seus treballadors.